# Leptoneta taizhensis
Leptoneta taizhensis là một loài nhện trong họ Leptonetidae.
Loài này thuộc chi Leptoneta. Leptoneta taizhensis được miêu tả năm 1993 bởi Chen & Zhang.